# Anjan Srivastav
Ajan Srivastav (ur. 2 czerwca 1948]) (też Arjaan Srivastav/ Anjan / Anjan Shrivastav / Anjan Shrivastava / Anjan Shrivastva / Anjaan Srivastava / Anjan Srivastava) – aktor bollywoodzki występujący w kinie indyjskim od 1979 roku w drugoplanowych rolach ojców, sędziów, komisarzy policji, polityków itd.

## Filmografia
1. Super Star (2008)
2. Chak de India (2007) – Tripathi Ji
3. Lage Raho Munna Bhai (2006) – 2nd Innings' resident
4. Teesri Aankh (2006)
5. Chingaari (2006) – Narainda
6. Family: Ties of Blood (2006) – p. Bhatia
7. Mr Prime Minister (2005)
8. No Entry (2005) – sędzia Saxena
9. Sekcja dziesiąta (2005) – Bose
10. Main Aisa Hi Hoon (2005) – Divesh Mathur (właściciel kawiarni)
11. Tango Charlie (2005) – Doctor
12. Karam (2005) – DCP Patil
13. Rok Sako To Rok Lo (2004) – Ganguly
14. Aan: Men at Work (2004)
15. Bardaasht (2004) – Dinanath Shrivastav
16. God Only Knows! (2004) – premier/Manav
17. Run (2004)
18. Bombaiyer Bombete (2003) – Inspektor Patwardhan
19. Flavors (2003) – Mr. Gopalkrishna
20. Inteha (2003) – Mohanlal
21. Qayamat (Qayamat: City Under Threat) (2003) – szef stanu Maharasztra
22. Stumped (2003)
23. Moje serce należy do ciebie (2002) – Roopchand
24. Shararat (2002) – sędzia K.R.P. Murthy
25. Om Jai Jagadish (2002)
26. Yeh Kaisi Mohabbat (2002) – Ratanlal (tata Tiny)
27. Kabhie Tum Kabhie Hum (2002) – Dinanath Shastri
28. Nigdy cię nie zapomnę (2002) – premier
29. Pitaah (2002) – Senior Doktor
30. Durga: It's Not Just a Love Story (2002) – Shivaji Rao
31. Ek Aur Visphot (2002) (as Anjan Srivastava) – Pandit Radheyshyam Tiwari
32. Little John (2002) – Vishwanath
33. Yeh Teraa Ghar Yeh Meraa Ghar (2001) – Seth Ji
34. Pyaar Ishq Aur Mohabbat (2001) – Pramod Mehra
35. Lajja (2001) – Nekchand (tata Maithili)
36. Censor (2001) – członek parlamentu
37. Aashiq (2001) – Pooja's dad
38. Dattak (2001)
39. Dr. Babasaheb Ambedkar (2000)
40. Aaghaaz (2000) – zwykły człowiek
41. Namiętność (2000)
42. Pukar (2000)
43. Khoobsurat (1999) – Dinanath Chaudhary (Dadaji)
44. Bandhan (1998) – Ramlal (tata Pooji)
45. Miłość musiała nadejść (1998) – ojciec Shekhara
46. China Gate (1998) – Pandey/DK
47. Gudia (1997) – Rosemary’s boss
48. Gupt: The Hidden Truth (1997) – komisarz Patwardhan
49. "Paltan" (1997) TV series
50. Sanam (1997) – Margat Lal
51. Ghatak: Lethal (1996) (as Anjan Srivastava) – Dhamu Kaka
52. Beqabu (1996) – Dayal Verma
53. Deszcz (1995) – Maula Ram
54. Akele Hum Akele Tum (1995) – Ram Dayal
55. Target (1995) – Choubey
56. Vaade Iraade (1994) (as Anjan Srivastava) – Aziz Miyan (Publisher)
57. Jazbaat (1994) (as Anjan Srivastava)
58. Hum Hain Kamaal Ke (1993) – komisarz policji
59. Pehla Nasha (1993) – przeprowadzający wywiad
60. Damini – Lightning (1993) – Chandrakant (tata Damini)
61. Roop Ki Rani Choron Ka Raja (1993) (as Anjan Srivastava) – p. Narang
62. Divya Shakti (1993) – Pandey
63. Aadmi Khilona Hai (1993) – Punam's Dadu
64. Kabhi Haan Kabhi Naa (1993) – Vinayak
65. Chamatkar (1992/I) – komisarz policji Tripathi
66. Bol Radha Bol (1992) – Sevakram
67. Jo Jeeta Wohi Sikandar (1992) – komentator wyścigu
68. Sarphira (1992) – komisarz
69. Qaid Mein Hai Bulbul (1992) – tata Suraja
70. Current (1992)
71. Isi Ka Naam Zindagi (1992) – Doktor
72. Khuda Gawah (1992) – Kamaljit
73. Raju Ban Gaya Gentleman (1992) – Saxena
74. Salaam Bombay! (1988)